# アレクサンドル・コルパチェンコ
アレクサンドル・ニコライエビッチ・コルパチェンコ（ロシア語：Александр Николаевич Колпаченко、1959年1月12日～）は、ロシア陸軍の将校で現在は中将の地位にある。
2009年から2017年までロシア海軍沿岸部隊長を務めた。

## バイオグラフィー
ソビエト連邦ウクライナ・ソビエト社会主義共和国キロヴォフラード州オレクサンドリーヤで生まれる。
1976年に高校を卒業した後、リャザン空挺軍大学（RVVDKU）に入学し、1980年に卒業した。
その後、偵察中隊の小隊長としてプスコフの第76親衛空挺師団の第104親衛空挺連隊に派遣された。
1984年から1986年まで、アフガニスタンで第350親衛空挺連隊に勤務し、その後第317親衛空挺連隊で副司令官および偵察中隊指揮官として勤務した。
1986年にアフガニスタンから帰国後、第104親衛歩兵連隊に勤務し、偵察中隊の指揮官から空挺大隊の指揮官までを歴任した。
1992年にコパルチェンコはフルンゼ軍事アカデミーで学んだ。1995年にアカデミーを卒業すると、副連隊長としてオムスクの第242空挺軍教育センターに配属された。1997年に連隊長に任命された。
2000年から2003年まで、コルパチェンコはノヴォロシースクの第7親衛空挺師団の参謀長を務めた。
2003年7月、オムスクに戻り、第242空挺軍教育センター長に就任した。
2005年6月、第76親衛空挺師団 (プスコフ) の指揮官に任命された。
2009年から2017年まで、ロシア海軍の沿岸部隊の司令官を務めた。2014年に陸軍中将の階級を授与された。
2017年9月に予備役に異動。

## 注記と脚注
1. ↑  “Указ Президента России от 13 декабря 2014 года № 764 «О присвоении воинских званий высших офицеров, специальных званий высшего начальствующего состава и высших специальных званий»”. 2015年2月21日時点のオリジナルよりアーカイブ。2015年1月17日閲覧。